# Salvia pratensis
La salvia comune o salvia dei prati (nome scientifico Salvia pratensis L., 1753) è una pianta perenne aromatica spontanea dai fiori labiati appartenente alla famiglia delle Lamiaceae. e al genere salvia.

## Etimologia
Il nome generico (Salvia) deriva dal latino "salvus" ( = salvare, sicuro, bene, sano) un nome antico per questo gruppo di piante dalle presunte proprietà medicinali. L'epiteto specifico (pratensis) indica un habitat tipico dei prati.
Il nome scientifico della specie è stato definito da Linneo (1707 – 1778), conosciuto anche come Carl von Linné, biologo e scrittore svedese considerato il padre della moderna classificazione scientifica degli organismi viventi, nella pubblicazione "Species Plantarum - Edition 1 - 25. 1753" del 1753.

## Descrizione

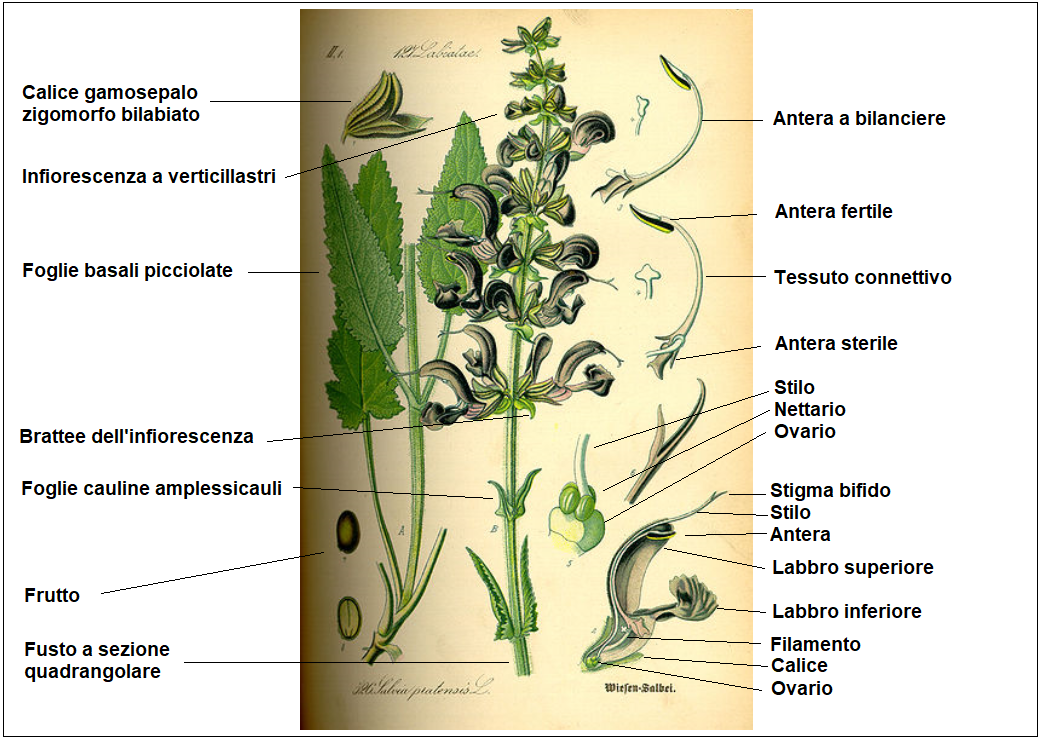
Descrizione delle parti della pianta

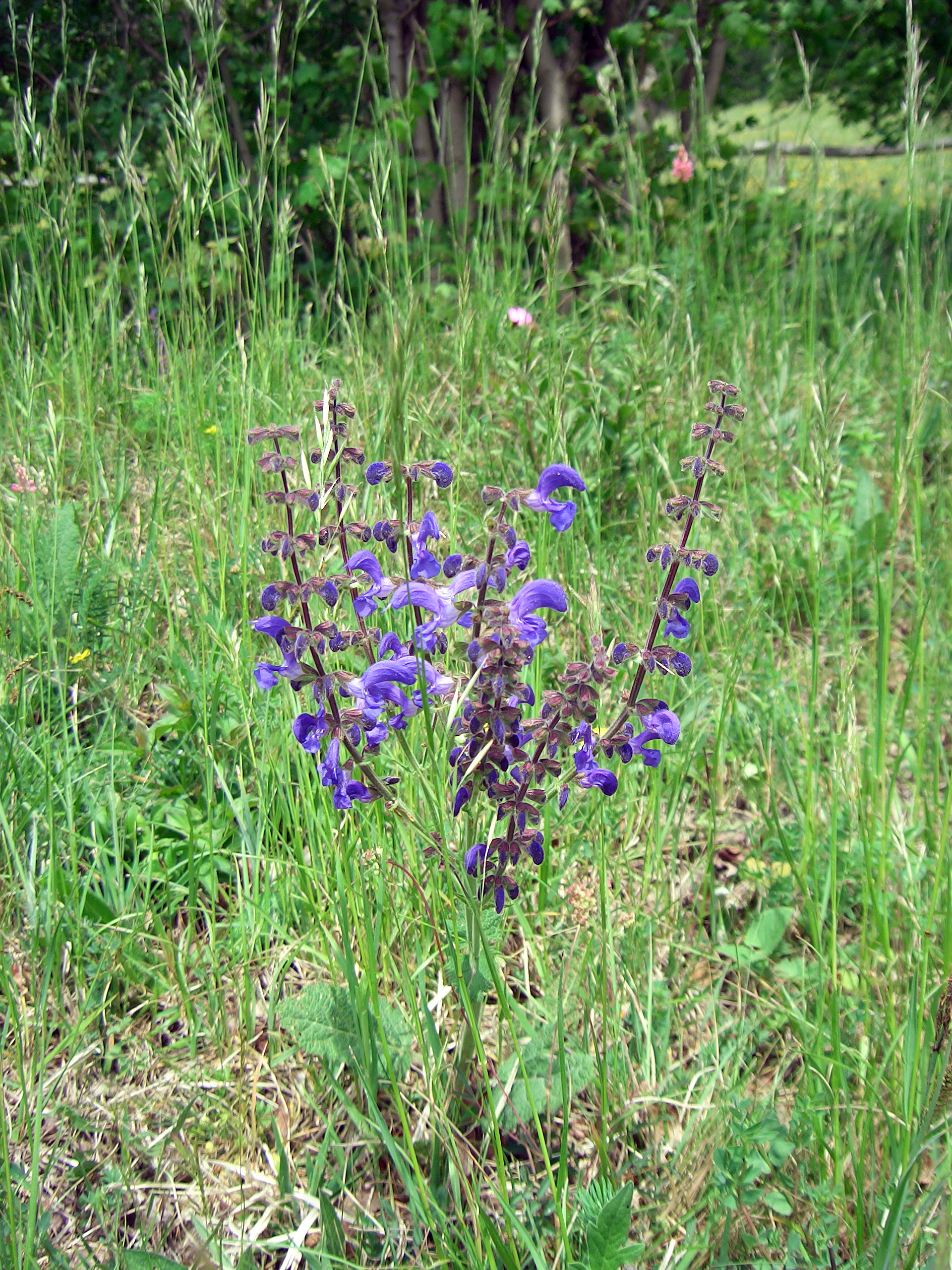
Il portamento

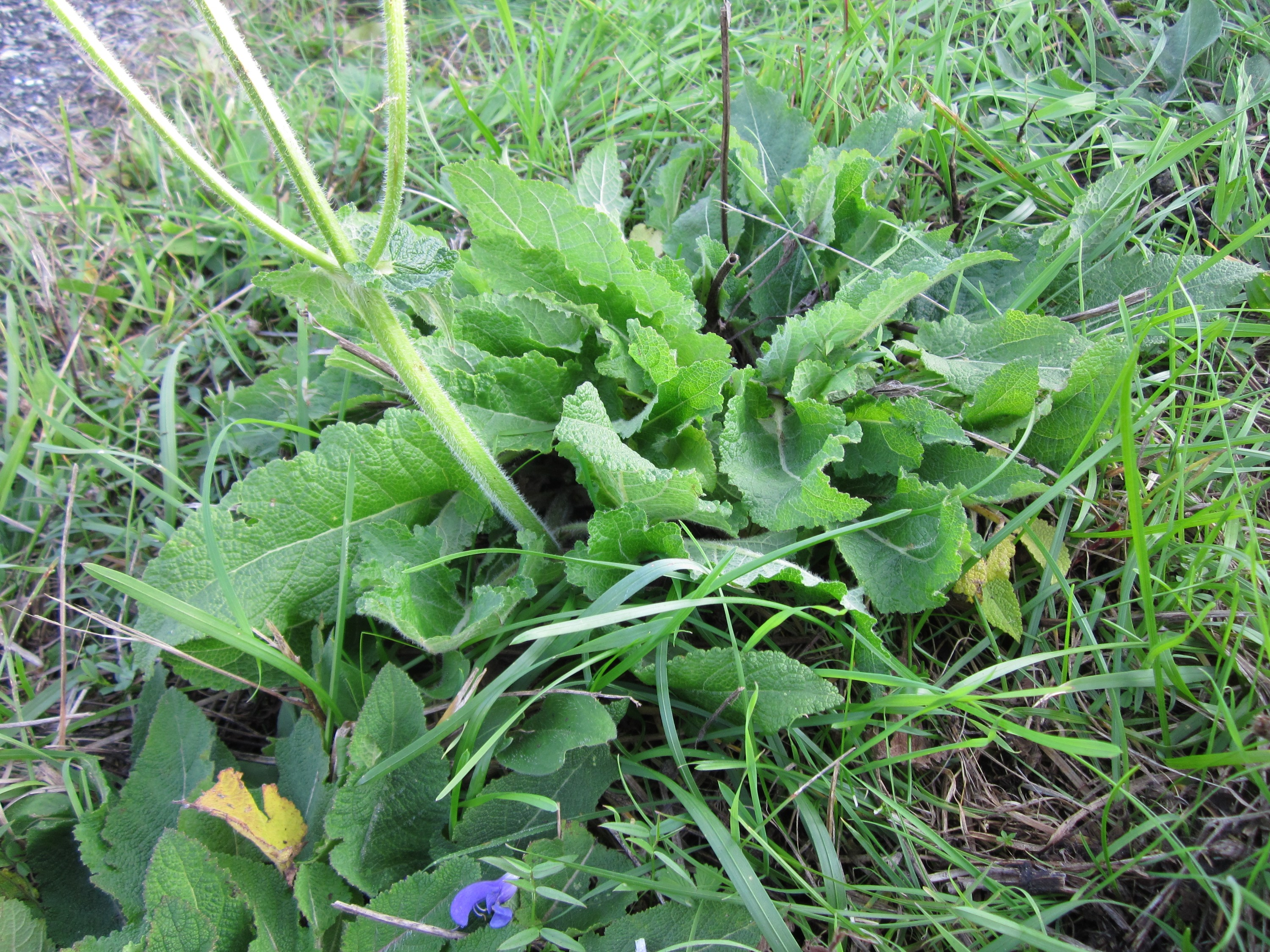
Le foglie

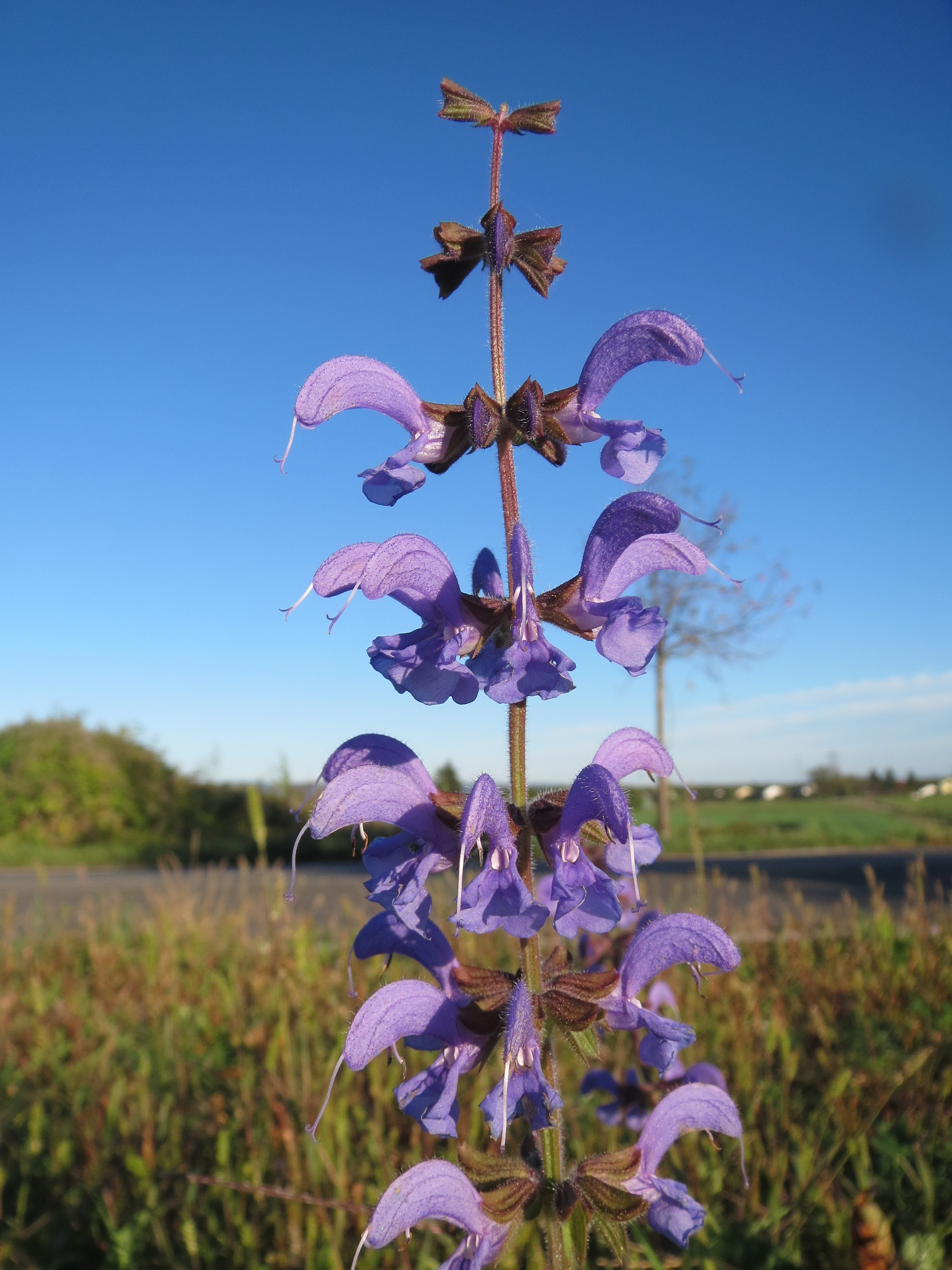
Infiorescenza

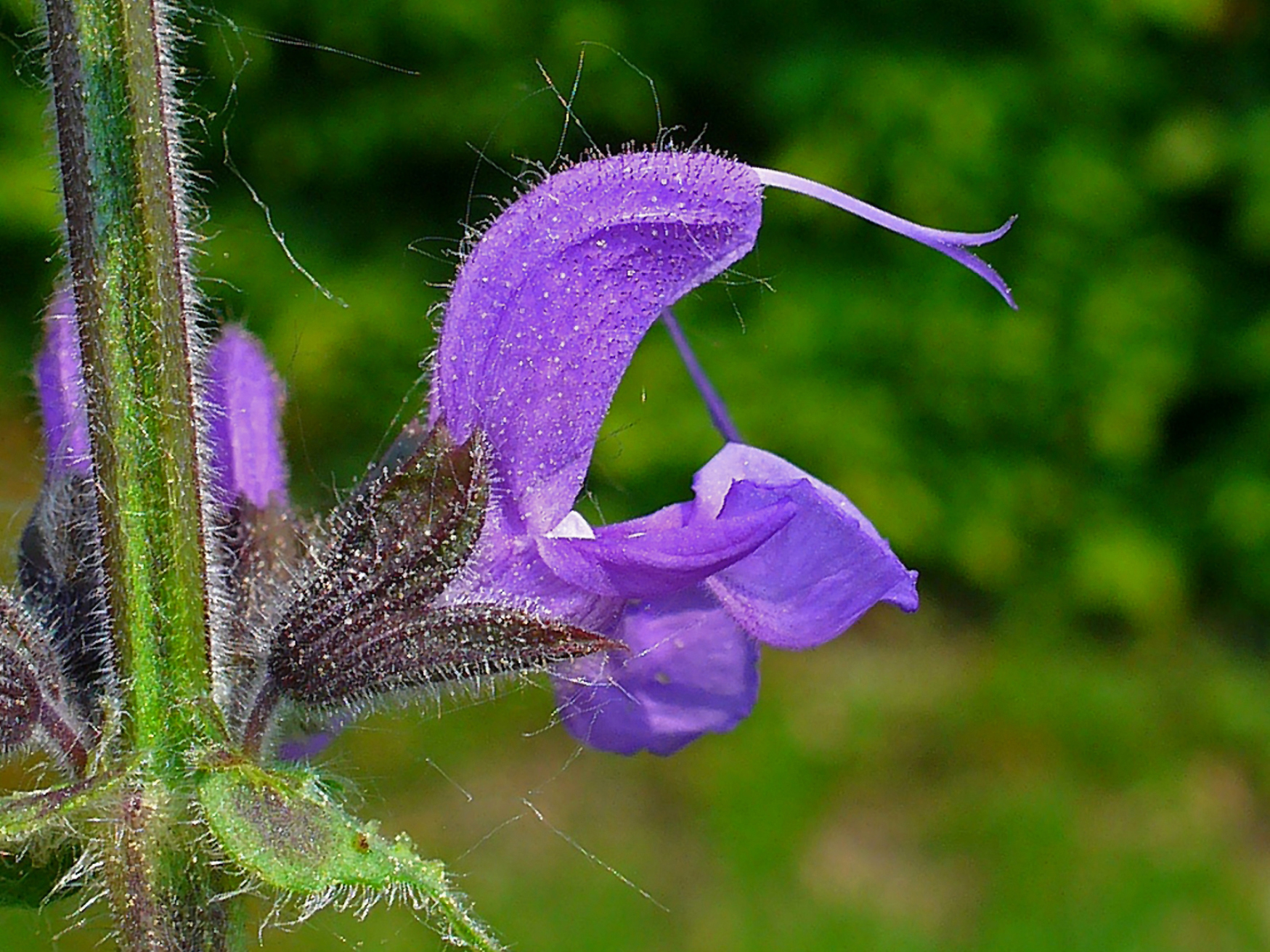
I fiori

L'altezza di queste piante varia da 3 a 5 dm (massimo 60 cm) con foglie e fiori sono eduli. La forma biologica è emicriptofita scaposa (H scap), ossia in generale sono piante erbacee a ciclo biologico perenne e latifoglie, con gemme svernanti al livello del suolo e protette dalla lettiera o dalla neve e sono dotate di un asse fiorale eretto e spesso privo di foglie.

### Radici
Le radici sono secondarie da rizoma. 

### Fusto
La parte aerea del fusto è eretta, poco ramosa, ricoperta da peli riflessi. I fusti sono a sezione quadrangolare (a causa della presenza di fasci di collenchima posti nei quattro vertici).

### Foglie
Le foglie si dividono in basali e cauline. Quella basali sono picciolate con lamina a forma ovata e con 4 - 6 denti grossolani per lato e abbondanti crenature. La pagina superiore è rugosa, quella inferiore è irsuta. Le foglie cauline sono più piccole, sono sessili con 7 - 11 denti per lato; la base è arrotondata o semiabbracciante. Lunghezza del picciolo delle foglie basali: 3 – 4 cm. Dimensione della lamina delle foglie basali: larghezza 3 – 4 cm; lunghezza 6 – 9 cm. Dimensione della lamina delle foglie cauline: larghezza 2 - 2,5 cm; lunghezza 4 – 7 cm.

### Infiorescenza
Le infiorescenze, semplici e con rami brevi e diritti, sono formate da diversi verticillastri di 4 - 6 fiori sovrapposti che formano una struttura allungata e più o meno cilindrica (spicastro terminale). I fiori sono peduncolati. Sono presenti delle brattee verdi-violacee con lunghezza minori della metà del calice. Lunghezza del peduncolo: 1 – 2 mm.

### Fiore
I fiori sono ermafroditi, zigomorfi, tetraciclici (con i quattro verticilli fondamentali delle Angiosperme: calice– corolla – androceo – gineceo) e pentameri (ogni verticillo ha 5 elementi). Lunghezza dei fiori: 15 – 30 mm.
- Formula fiorale. Per la famiglia di queste piante viene indicata la seguente formula fiorale:

X, K (5), [C (2+3), A 2+2] G (2), supero, 4 nucule
- Calice: il calice è un tubo lanoso per peli brevi lunghi al massimo 0,3 - 0,4 mm; è inoltre gamosepalo (i sepali sono 5 e sono concresciuti) e zigomorfo (le fauci terminano in modo bilabiato con dei denti acuti erbacei: tre nella parte superiore e due in quella inferiore). Il calice è percorso da alcune nervature longitudinali. Lunghezza del tubo: 4 – 6 mm. Lunghezza dei denti: 3 – 4 mm.
- Corolla: la corolla è un tubo terminante in modo bilabiato (corolla gamopetala formata da 5 petali con struttura 2/3 e zigomorfa); le labbra sono lunghe quanto il tubo. Il labbro superiore è simile ad un cappuccio allungato e ricurvo (è convesso verso l'alto); il labbro inferiore è formato da tre lobi (quello centrale è più grande di tutti ed è concavo). La gola interna è provvista di una anello di peli per evitare l'intrusione di insetti troppo piccoli e non graditi.[4] Il colore è violetto.
- Androceo: gli stami sono ridotti a due (il paio posteriore è vestigiale o assente), tutti fertili e con filamenti paralleli (non convergenti); sono inoltre inclusi (al massimo sporgono le antere) e sono avvicinati alla parte superiore della corolla. Le antere sono biloculari (a due teche, la seconda è atrofizzata). Il tessuto connettivo tra le teche in queste specie è molto sviluppato e le antere sono del tipo a bilanciere con un meccanismo adatto all'impollinazione incrociata ("meccanismo a leva"[14]). I granuli pollinici sono del tipo tricolpato o esacolpato.
- Gineceo: l'ovario è supero (o semi-infero) formato da due carpelli saldati (ovario bicarpellare) ed è 4-loculare per la presenza di falsi setti divisori all'interno dei due carpelli. La placentazione è assile. Gli ovuli sono 4 (uno per ogni presunto loculo), hanno un tegumento e sono tenuinucellati (con la nocella, stadio primordiale dell'ovulo, ridotta a poche cellule).[15]. Lo stilo inserito alla base dell'ovario (stilo ginobasico) è del tipo filiforme e più lungo degli stami (in genere sporge dalla corolla). Lo stigma è bifido. Il nettario è un disco (a 4 lobi) alla base e intorno all'ovario più sviluppato anteriormente e ricco di nettare.
- Fioritura: da maggio a agosto.

### Frutti
Il frutto è un tetrachenio (uno schizocarpo composto da quattro nucule). La forma è più o meno ovoidale (o più o meno trigona). I semi, di colore marrone scuro, sono sprovvisti di endosperma e sono piccolissimi (in un grammo ne stanno oltre 200).

## Riproduzione
- Impollinazione: l'impollinazione avviene tramite insetti tipo ditteri e imenotteri (api e bombi)[16], raramente lepidotteri (impollinazione entomogama).[10][17]
- Riproduzione: la fecondazione avviene fondamentalmente tramite l'impollinazione dei fiori (vedi sopra).
- Dispersione: i semi cadendo a terra (dopo essere stati trasportati per alcuni metri dal vento – disseminazione anemocora) sono successivamente dispersi soprattutto da insetti tipo formiche (disseminazione mirmecoria).

## Tassonomia
La famiglia di appartenenza della specie (Lamiaceae), molto numerosa con circa 250 generi e quasi 7000 specie, ha il principale centro di differenziazione nel bacino del Mediterraneo e sono piante per lo più xerofile (in Brasile sono presenti anche specie arboree). Per la presenza di sostanze aromatiche, molte specie di questa famiglia sono usate in cucina come condimento, in profumeria, liquoreria e farmacia. La famiglia è suddivisa in 7 sottofamiglie: il genere Salvia è descritto nella tribù Mentheae (sottotribù Salviinae) appartenente alla sottofamiglia Nepetoideae. Nelle classificazioni più vecchie la famiglia Lamiaceae viene chiamata Labiatae.
Il numero cromosomico di S. pratensis è: 2n = (16) 18 (32).

### Sottospecie
Per questa specie sono riconosciute valide le seguenti sottospecie:

#### Sottospeciepratensis

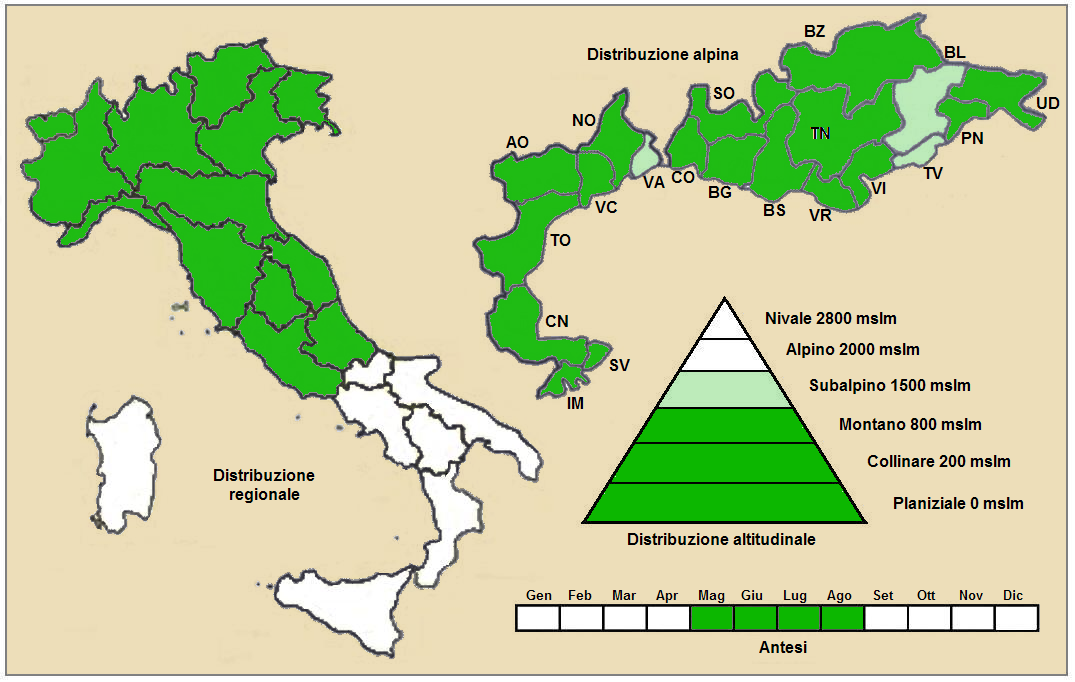
Distribuzione della sottospecie pratensis
(Distribuzione regionale – Distribuzione alpina)

- Nome scientifico: Salvia pratensis L., 1753 subsp. pratensis
- Descrizione: la pianta non è vischiosa; i peli ghiandolari sono quasi assenti; l'infiorescenza è decisamente cilindrica; le brattee sono verdi.
- Geoelemento: il tipo corologico (area di origine) è Euri-Mediterraneo.
- Distribuzione: in Italia è la stirpe prevalente sia in Italia Settentrionale che Centrale, soprattutto in montagna. Nelle Alpi è ovunque presente. Sugli altri rilievi europei collegati alle Alpi si trova nella Foresta Nera, Vosgi, Massiccio del Giura, Massiccio Centrale, Pirenei, Monti Balcani e Carpazi.[21] Nel resto dell'Europa è ovunque presente.[22]
- Habitat: l'habitat tipico per questa sottospecie sono i prati aridi; si ritrova anche lungo le strade, i sentieri e le zone ruderali. Il substrato preferito è calcareo ma anche siliceo con pH basico-neutro, bassi valori nutrizionali del terreno che deve essere secco.[21]
- Distribuzione altitudinale: sui rilievi queste piante si possono trovare fino a 1600 m s.l.m.; da un punto di vista altitudinale questa sottospecie frequenta il piano vegetazionale collinare, quello montano e in parte quello subalpino (oltre a quello planiziale);
- Fitosociologia.

- Dal punto di vista fitosociologico alpino Salvia pratensis appartiene alla seguente comunità vegetale:

Formazione: delle comunità a emicriptofite e camefite delle praterie rase magre secche
Classe: Festuco-Brometea
- Per l'areale completo italiano Salvia pratensis appartiene alla seguente comunità vegetale:

Macrotipologia: vegetazione erbacea sinantropica, ruderale e megaforbieti
Classe: Artemisietea vulgaris Lohmeyer, Preising & Tüxen ex Von Rochow, 1951
Ordine: Agropyretalia intermedii-repentis Oberdorfer, Müller & Görs in Müller & Görs, 1969
Alleanza: Salvio-dactylion Ubaldi, Speranza & Tonioli in Ubaldi, 2003
Descrizione: l'alleanaza Salvio-dactylion è relativa alle praterie emicriptofitiche mesofile con un macroclima temperato dell'Appennino settentrionale. In genere l'alleanza vegeta su prati da sfalcio a rinnovo incentrati su aree submontane e basso-montane. La specie dominante è Dactylis glomerata ma è anche abbastanza comune Arrhenatherum elatius. I prati di questa alleanza se abbandonati inaridiscono (per esaurimento di sostanze organiche e per una continua perdita della struttura iniziale del suolo dovuta alla lavorazione) e progressivamente avviene la sostituzione di questa cenosi con raggruppamenti formati da Brachypodium pinnatum e arbusti di Rosa canina, Crataegus monogyna e Juniperus communis con possibile evoluzione verso il querceto misto caducifoglio.
Specie presenti nell'associazione: Arrhenatherum elatius, Geranium dissectum, Tragopogon porrifolius, Lychnis flos-cuculi, Linum bienne, Bunium bulbocastanum, Campanula rapunculus, Crepis versicaria, Dactylis glomerata, Equisetum telmateja, Lychnis flos-cuculi, Potenitlla recta, Salvia haematodes, Tragopogon porrifolius e Viola tricolor.
Altre alleanze per questa specie sono:
- Cerastio arvensis-Cynosurenion cristati
- Cirsio-Brachypodion pinnati
- Scorzonerion villosae
- Arrhenatherion elatioris

#### Sottospeciehaematodes

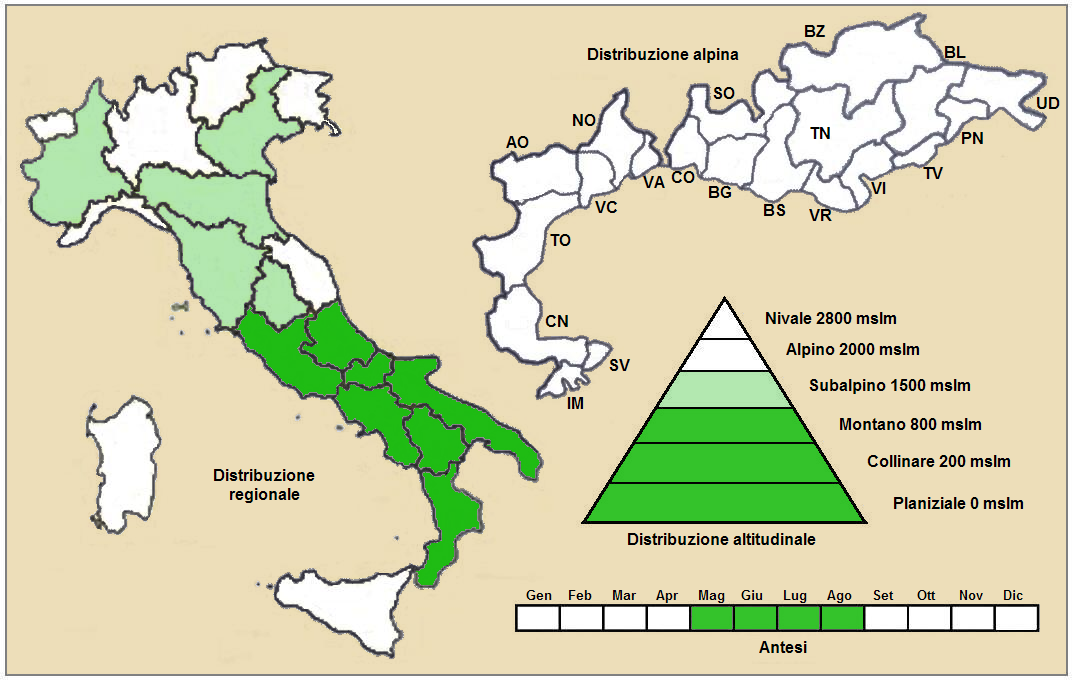
Distribuzione della sottospecie haematodes
(Distribuzione regionale – Distribuzione alpina)

- Nome scientifico: Salvia pratensis L., 1753 subsp. haematodes (L.) Arcang., 1894
- Basionimo: Salvia haematodes L.
- Descrizione: la pianta è vischiosa; i peli ghiandolari nell'infiorescenza sono abbondanti; l'infiorescenza nella parte apicale è ristretta; le brattee sono verdi; la corolla è lunga 20 – 30 mm.
- Geoelemento: il tipo corologico (area di origine) è Euri-Mediterraneo.
- Distribuzione: in Italia si trova dalla Toscana alla Calabria (è un endemismo italiano).[25]
- Habitat: l'habitat tipico per questa sottospecie sono i prati aridi.
- Distribuzione altitudinale: sui rilievi queste piante si possono trovare fino a 1600 m s.l.m.;

#### Sottospeciebertolonii

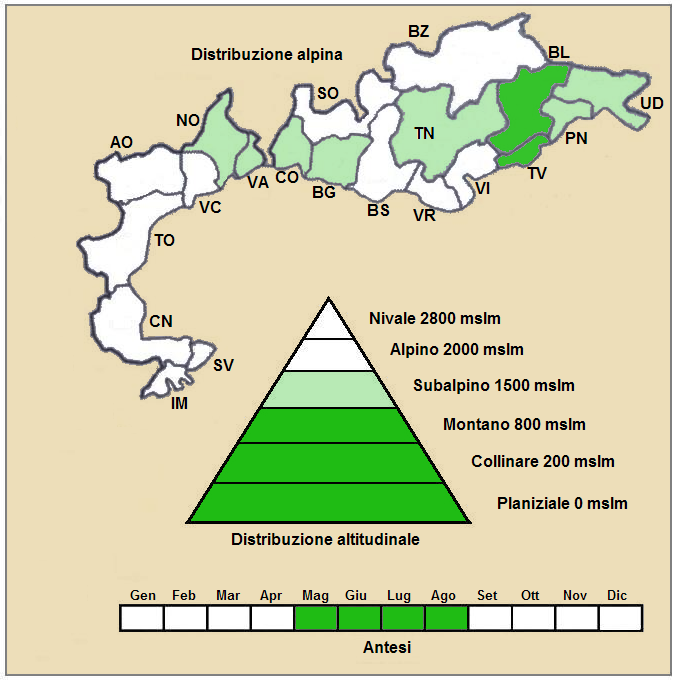
Distribuzione della sottospecie bertolonii
(Distribuzione regionale – Distribuzione alpina)

- Nome scientifico: Salvia pratensis L., 1753 subsp. bertolonii (Vis.) Soò, 1974
- Basionimo: Salvia bertolonii Vis., 1847[21]
- Descrizione: la pianta è vischiosa; i peli ghiandolari nell'infiorescenza sono abbondanti; l'infiorescenza nella parte apicale è ristretta; le brattee sono violacee; la corolla è lunga 15 – 20 mm.
- Geoelemento: il tipo corologico (area di origine) è Orofita Mediterraneo.
- Distribuzione: in Italia si trova nei Friuli, nel Carso Triestino e nel Bellunese. Inoltre è presente nella ex Jugoslavia.[26]
- Habitat: l'habitat tipico per questa sottospecie sono i prati aridi. Il substrato preferito è calcareo ma anche siliceo con pH basico, bassi valori nutrizionali del terreno che deve essere secco.[21]
- Distribuzione altitudinale: sui rilievi queste piante si possono trovare fino a 1600 m s.l.m.; da un punto di vista altitudinale questa sottospecie frequenta il piano vegetazionale collinare, quello montano e in parte quello subalpino (oltre a quello planiziale);

#### Sottospecielaciniosa
- Nome scientifico: Salvia pratensis L., 1753 subsp. laciniosa (Jord.) Briq., 1895
- Basionimo: Salvia laciniosa Jord.
- Distribuzione: Francia.[27]

#### Sottospeciepozegensis
- Nome scientifico: Salvia pratensis L., 1753 subsp. pozegensis (Watzl) Diklic, 1974
- Basionimo: Salvia pratensis var. pozegensis Watzl
- Distribuzione: ex Jugoslavia.[28]

### Sinonimi
Questa entità ha avuto nel tempo diverse nomenclature. L'elenco seguente indica alcuni tra i sinonimi più frequenti:
- Gallitrichum clusii Timb.-Lagr.
- Gallitrichum pratense (L.) Fourr.
- Plethiosphace leistneriana Opiz
- Plethiosphace pratensis (L.) Opiz
- Plethiosphace stenantha Opiz
- Salvia agrestis L.
- Salvia arnassensis Gand.
- Salvia barrelieri Ten. [Illegitimate]
- Salvia ceratophylla Ten.
- Salvia ceratophylloides Ard.
- Salvia clusii Timb.-Lagr.
- Salvia dubia K.Koch
- Salvia exasperata Cav.
- Salvia haematodes subsp. tiberina (Mauri) Nyman
- Salvia lupinoides Vilm.
- Salvia macrantha Schur
- Salvia oblongata Schur [Illegitimate]
- Salvia pratensis var. agrestis (L.) Nyman
- Salvia pratensis var. albiflora T.Durand
- Salvia pratensis var. modesta Briq.
- Salvia pratensis var. nicaeensis Briq.
- Salvia pratensis var. parviflora Lecoq & Lamotte
- Salvia pratensis var. rostrata (F.W.Schmidt) Rchb.f.
- Salvia pratensis var. submollis Jakucs
- Salvia pratensis var. variegata (Waldst. & Kit. ex Willd.) Nyman
- Salvia rostrata F.W.Schmidt
- Salvia rubicunda Wender. ex Benth.
- Salvia salvatorii Vilm.
- Salvia sublobata Schur
- Salvia tenorei Spreng.
- Salvia tiberina Mauri
- Salvia variegata Host [Illegitimate]
- Salvia variegata Waldst. & Kit. ex Willd.
- Salvia vulgaris Briq.
- Sclarea pratensis (L.) Mill.
- Sclarea tuberosa Mill.

#### Sinonimi della sottospeciebertolonii
- Salvia bertolonii Vis.
- Salvia scabrida Bertol.

#### Sinonimi della sottospeciehaematodes
- Salvia haematodes L.
- Salvia pratensis var. haematodes (L.) Caruel

#### Sinonimi della sottospecielaciniosa
- Salvia laciniosa Jord.
- Salvia pratensis var. laciniosa (Jord.) Briq.

#### Sinonimi della sottospeciepozegensis
- Salvia pratensis var. pozegensis Watzl

## Utilizzi
i fiori sono molto bottinati dalle api, che ne raccolgono il nettare: la produzione di miele si ha come millefiori essendo erbetta piccola e non ampiamente diffusa.
Le foglie e i fiori sono commestibili e possono essere usati in cucina.

## Altre notizie
La salvia dei prati in altre lingue è chiamata nei seguenti modi:
- (DE)  Gewöhnliche Wiesen-Salbei
- (FR)  Sauge des prés